# Mia Benson
Eva-Maria Benson (født 7. juni 1947 i Stockholm) er en svensk skuespillerinde og manuskriptforfatter.

## Liv og karriere
Benson studerede ved Skara skolscen fra 1967 til 1968 og Teaterhögskolan i Stockholm mellem 1968 og 1971. Her var hun klassekammerat med blandt andre Tomas Bolme og Mats Bergman.
Efter sine studier har Benson for eksempel været tilknyttet Chinateatern. Siden 2012 har hun arbejdet på Dramaten i Stockholm.

## Udvalgt filmografi
- Råttornas vinter (1988)
- Snoken (tv-serie, 1993)
- Beck (tv-serie, 1997-1998)
- Aspiranterne (tv-serie, 1998)
- Kontorstid (2003)
- Prime Time (2012)
- Lykkeligere kan ingen være (2018)
- Bonusfamilien (tv-serie, 2019)
- Triangle of Sadness (2022)
- Mord i Skærgården (tv-serie, 2022)